# Franco Tenaglia
Franco Tenaglia (Burzaco, Buenos Aires, 30 de septiembre de 1996) es un artista marcial mixto y boxeador a puño limpio argentino que también posee nacionalidad española e italiana. Actualmente compite en la categoría de peso ligero de Bare Knuckle Fighting Championship (BKFC), donde es el actual Campeón Mundial de Peso Ligero de BKFC y fue campeón del Campeonato Europeo de Peso Ligero de BKFC.

## Primeros años
Tenaglia nació y creció en Burzaco, Argentina. Comenzó a practicar deportes de contacto como el boxeo, kickboxing y kárate desde pequeño, influenciado por la necesidad de defenderse físicamente en un entorno hostil.
A los 17 años, decidió abandonar la escuela. A los 18 años, dejó Argentina en busca de mejores oportunidades en Europa. Tras una repatriación por falta de papeles rumbo a Nueva Zelanda,  viajó a Madrid, donde consiguió conocer a un promotor de boxeo galés, con el que entabló una buena relación. Debido a esto, viajó a Reino Unido, donde comenzó a trabajar peleando en locales de strippers. Viajó entonces a Londres, y de allí, a Frankfurt, ya como un ciudadano italiano tras conseguir la nacionalidad.
Sin documentos y sin un lugar donde vivir, participó en peleas clandestinas en las calles de Londres, ganando notoriedad en Cardiff, Gales, por sus triunfos en combates sin guantes y sin reglas. Las dificultades económicas lo llevaron a involucrarse en actividades ilegales y eventualmente a formar parte de la mafia albanesa, que lo contrató para vigilar plantaciones ilegales en Londres, debido a sus habilidades en la lucha. Entrenó en el gimnasio London Shootfighters, donde tuvo sparrings con notables peleadores como los hermanos Basharat Javid y Farid, Michael Page y David Mora. Sin embargo, el alto coste de vida en Londres lo llevó a tomar trabajos con la mafia para sostenerse.
Su habilidad para el combate y su falta de miedo lo hicieron valioso para la mafia, quienes le ofrecieron trabajo y un hogar. Sin embargo, su vida en el crimen también lo llevó a pasar siete meses en prisión preventiva en Frankfurt, Alemania, a los 21 años, una experiencia que describió como formativa. Durante una de sus visitas a Alicante, Tenaglia descubrió el Climent Club a través de Google. Entonces, decidió mudarse a España para entrenar MMA allí.

## Carrera como artista marcial mixto
Tenaglia debutó en las MMA profesionales el 4 de febrero de 2023, enfrentando a David Martin en LBE 02. Ganó la pelea por decisión dividida.
Tenaglia enfrentó a Theo Bashford el 30 de septiembre de 2023 en WOW FC 10. Perdió la pelea por nocaut técnico en el tercer asalto.
Tenaglia enfrentó a Jose Suarez el 29 de junio de 2024 en el combate estelar del evento WAR MMA 2. Ganó la pelea por nocaut técnico en el primer asalto.

## Carrera como boxeador a puño limpio
Tenaglia enfrentó a Chas Symonds el 22 de octubre de 2022, en BKFC 27. Ganó la pelea por KO en el segundo asalto.
Tenaglia enfrentó a Edye Ruiz el 17 de febrero de 2023 en Dogfight Wild Tournament 1. Perdió la pelea por decisión dividida.
Tenaglia enfrentó a Luke Nevin el 22 de abril de 2023 en BKFC 40. Ganó la pelea por KO en el cuarto asalto.

### Campeonato de Europa de Peso Ligero de BKFC
Tenaglia enfrentó a James Lilley el 6 de abril de 2024, representando a España, por el campeonato europeo de peso ligero inaugural de BKFC en BKFC 60. Ganó la pelea por decisión mayoritaria.

### Campeonato Mundial de Peso Ligero de BKFC
Tenaglia se enfrentó a Tony "Loco" Soto el 12 de octubre de 2024 en Marbella por el campeonato mundial de peso ligero vacante de BKFC, en el evento BKFC Spain. Ganó el título por decisión mayoritaria.

## Campeonatos y logros
- Bare Knuckle Fighting Championship
  - Campeonato de Europa de Peso Ligero de BKFC (Una vez; inaugural)[18]
  - Campeonato Mundial de Peso Ligero de BKFC (Una vez; actual)
  - Pelea de la Noche (una vez) vs. Tony Soto

## Récord de artes marciales mixtas
| Récord profesional | Récord profesional | Récord profesional |
| 7 peleas           | 5 victorias        | 2 derrotas         |
| ------------------ | ------------------ | ------------------ |
| Nocaut             | 2                  | 1                  |
| Sumisión           | 2                  | 1                  |
| Decisión           | 1                  | 0                  |

| Resultado | Récord | Oponente              | Método                      | Evento              | Fecha                    | Ronda | Tiempo | Localización | Notas                  |
| --------- | ------ | --------------------- | --------------------------- | ------------------- | ------------------------ | ----- | ------ | ------------ | ---------------------- |
| Victoria  | 5–2    | Joseph Hopgood        | Sumision (rear-naked choke) | WAR 6:Alicante 2    | 14 de junio de 2025      | 1     | 1:20   | Alicante     |                        |
| Victoria  | 4–2    | Mikolaj Banasiewicz   | Sumision (rear-naked choke) | WAR CARTAGENA       | 5 de abril de 2025       | 1     | 0:45   | Cartagena    | Regreso a peso welter. |
| Victoria  | 3–2    | Jose Suarez Sanmartin | TKO (codazos y golpes)      | WAR MMA 2           | 29 de junio de 2024      | 1     | 3:39   | Alicante     |                        |
| Derrota   | 2–2    | Theo Bashford         | TKO (golpes)                | WOW FC 10           | 30 de septiembre de 2023 | 3     | 4:58   | Madrid       | Debut en peso pluma.   |
| Derrota   | 2–1    | Adrian Prisceanu      | Sumisión (guillotine choke) | King Fight League 1 | 15 de julio de 2023      | 1     | 2:21   | Lanzarote    |                        |
| Victoria  | 2–0    | Gabriel Lanza         | TKO                         | HDH 118             | 8 de abril de 2023       | 2     |        | Alicante     | Debut en peso ligero.  |
| Victoria  | 1–0    | David Martin          | Decisión (dividida)         | LBE 02              | 4 de febrero de 2023     | 3     | 5:00   | San Roque    | Debut en peso wélter.  |

## Récord de boxeo a puño limpio
| Record profesional | Record profesional | Record profesional |
| 4 peleas           | 4 victorias        | 0 derrotas         |
| Nocaut             | 2                  | 0                  |
| Decisión           | 2                  | 0                  |
| ------------------ | ------------------ | ------------------ |

| Resultado | Récord | Oponente      | Método                 | Evento                                     | Fecha                 | Ronda | Tiempo | Localización  | Notas                                                                              |
| --------- | ------ | ------------- | ---------------------- | ------------------------------------------ | --------------------- | ----- | ------ | ------------- | ---------------------------------------------------------------------------------- |
| Victoria  | 4-0    | Tony Soto     | Decisión (mayoritaria) | BKFC on DAZN: Tenaglia vs. Soto            | 12 de octubre de 2024 | 5     | 2:00   | Marbella      | Ganó el campeonato mundial de peso ligero vacante de BKFC.                         |
| Victoria  | 3-0    | James Lilley  | Decisión (mayoritaria) | BKFC 60 Milton Keynes: Lilley vs. Tenaglia | 6 de abril de 2024    | 5     | 2:00   | Milton Keynes | Debut en peso ligero. Ganó el campeonato europeo de peso ligero inaugural de BKFC. |
| Victoria  | 2-0    | Luke Nevin    | KO                     | BKFC 40: Holmes vs. Christie               | 22 de abril de 2023   | 4     |        | Leeds         | Tiempo no proporcionado, debido a problemas técnicos.                              |
| Victoria  | 1-0    | Chasa Symonds | KO                     | BKFC 27                                    | 20 de agosto de 2022  | 2     | 1:58   | Londres       | Debut en peso wélter.                                                              |